# Ruisseau d'Escalès
Le ruisseau d'Escalès est une rivière du sud-ouest de la France affluent du ruisseau de Siguer donc un sous-affluent de la Garonne par le  Vicdessos et l'Ariège.

## Géographie
De 11,4 km de longueur, le ruisseau d'Escalès prend sa source sous le nom de ruisseau des Llarsiès dans les Pyrénées ariégeoises à deux pas de l'Andorre, près du port de Siguer. Il prend ensuite le nom de ruisseau de Peyregrand puis le nom de ruisseau de Brouquenat, et se jette dans la rivière ruisseau de Siguer au lieu-dit Bouychet à 949 m d'altitude. Un kilomètre en aval de l'étang de Brouquenat, ce torrent de montagne parcourt une gorge étroite et sombre installée entre les pics de Cancel et de Baljésou.

### Départements et communes traversés
- Ariège : Gestiès - Siguer

## Principaux affluents
- le ruisseau de l'Étang Blaou : 1,4 km
- le ruisseau de Monescur : 1,4 km
- le ruisseau d'Auruzan : 1,5 km